# Victor Massé
Félix Marie Massé, conocido como Victor Massé (Lorient, Morbihan, 7 de marzo de 1822 - París, 5 de julio de 1884), fue un compositor y profesor francés.

## Biografía

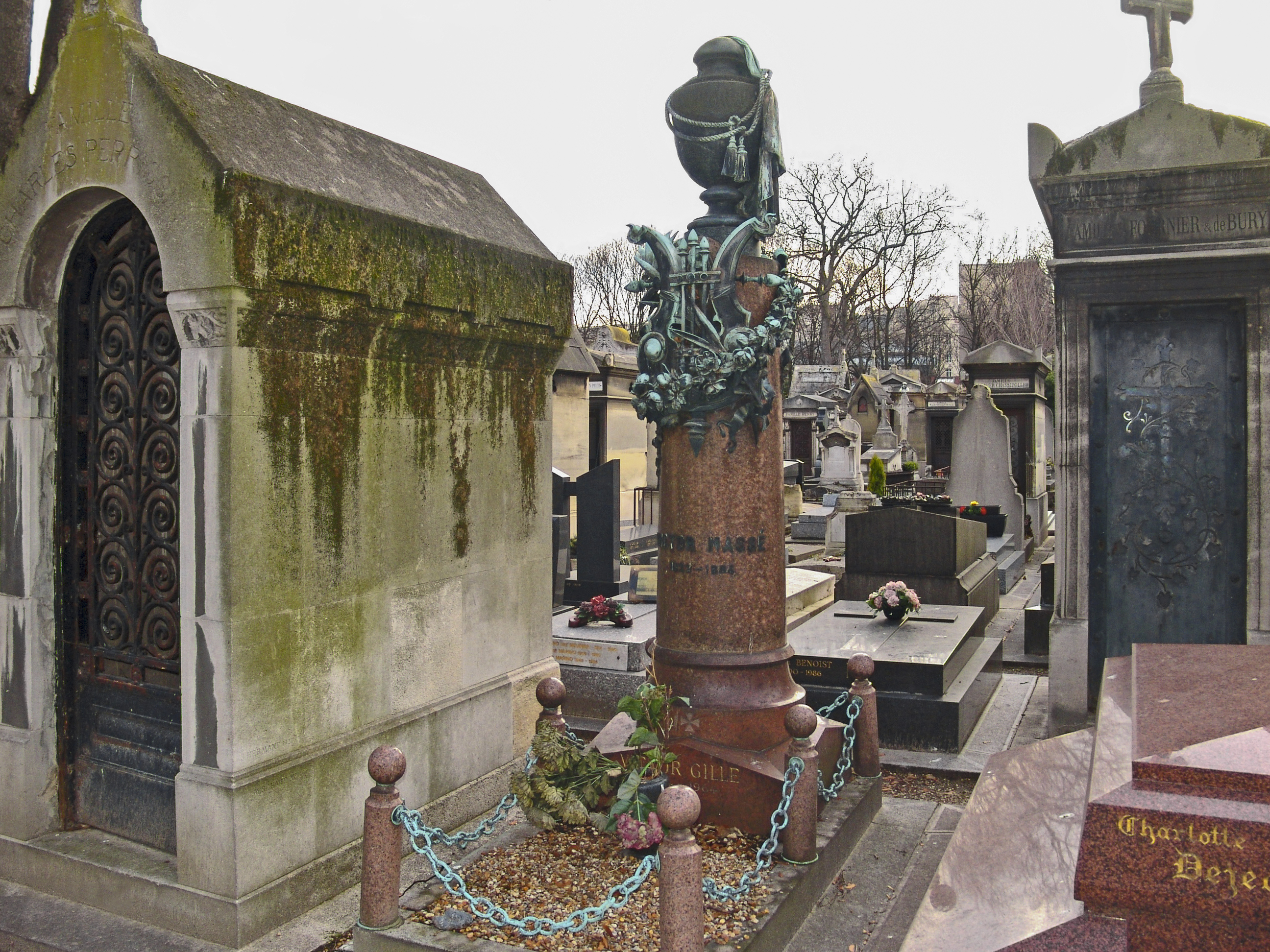
Tumba de Victor Massé en el cementerio de Montmartre.

Ingresó en el Conservatorio de París a los doce años y estudió piano con Zimmermann y composición con Halévy. Obtuvo el Premio de Roma en 1844 por su cantata Le Rénégat de Tanger antes de dedicarse a la ópera. Maestro de coro en la Ópera de París en 18601, participó con Eugène Vauthrot y Louis Croharé en 164 ensayos de Tannhäuser para las representaciones allí en 1861. Richard Wagner les rindió homenaje:

"Le habían facilitado, con verdadera devoción, su trabajo".

Fue profesor de composición en el Conservatorio de París de 1866 a 1880. Aunque todavía hay una calle con su nombre en el distrito IX de París, ha caído casi en el olvido.
Compuso casi una veintena de óperas, óperas cómicas y operetas. Sin embargo, tres de sus obras siguen siendo conocidas (al menos por su nombre): Galathée (1852), Les Noces de Jeannette (1853), que fue un triunfo para su época y contó con Caroline Miolan-Carvalho en el papel principal, y Paul et Virginie (1876), que se hizo mundialmente famosa. Su última obra, Une Nuit de Cléopâtre, se representó póstumamente en abril de 1885.
En 1872 fue elegido miembro de la Academia de Bellas Artes de Francia, donde sucedió a Daniel-François-Esprit Auber.
Tuvo dos hijas, una de las cuales se casó con Philippe Gille, periodista y libretista de ópera, y en 1884 dio a luz al pianista Victor Gille.
Murió el 5 de julio de 1884 en el número 1 de la avenida Frochot de Paría y está enterrado en el cementerio de Montmartre (sección 26, avenida Hector-Berlioz). Charles Garnier fue el arquitecto de su tumba. La calle Victor Massé, en el distrito 9º de París, lleva su nombre.

## Obras
- La Chambre gothique, ópera (1849)

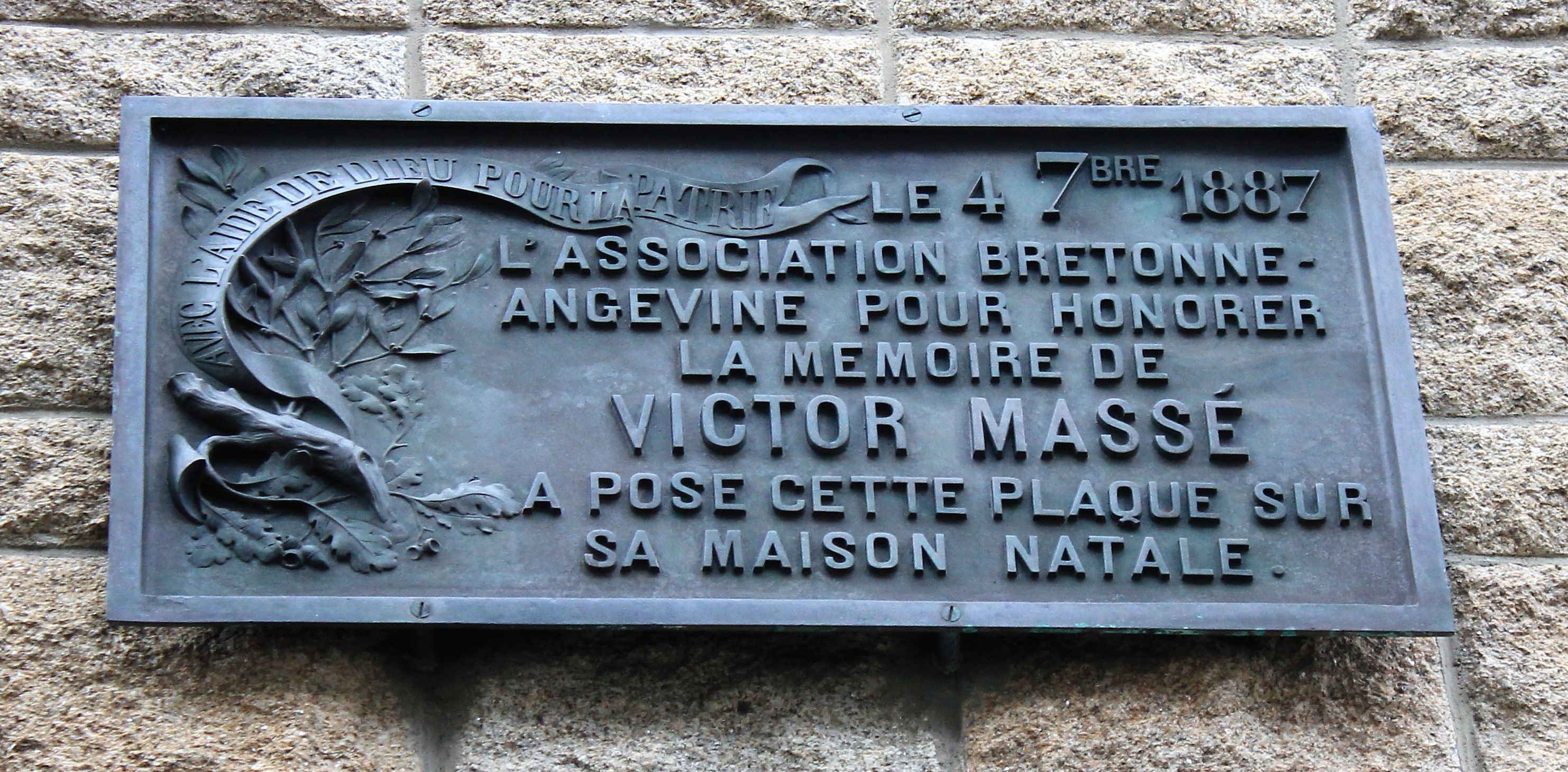
Placa conmemorativa que señala su lugar de nacimiento en Lorient.

- La Chanteuse voilée, (1850, libreto de Scribe y Leuven)
- Galathée, ópera-comique (1852, libreto de Barbier y Michel Carré)
- Les Noces de Jeannette ópera-cómica (1853, libreto de Barbier y Michel Carré)
- La Fiancée du diable, (1854, libreto de Scribe y H. Romand)
- Miss Fauvette, (1855, libreto de Barbier y Michel Carré),
- Les Saisons, ópera-cómica en 3 actos (1855, libreto de Barbier y Michel Carré),
- La Reine Topaze, (1856, libreto de Lockroy y Léon Battu)
- Le Cousin de Marivaux,  (1857, libreto de Léon Battu)
- Les Chaises à porteurs, (1858, libreto de Dumanoir y Calirville)
- La Fée Carabosse, (1859, libreto de Lockroy y Cogniard),
- Mariette la promise, (1862, libreto de ?)
- Fior d'Aliza, (de Lamartine 1866)
- Le Fils du brigadier, (1867, libreto de Labiche y Delacour)
- Les Enfants de Pierette, (1872, libreto de ?)
- Paul et Virginie (1876, libreto de Barbier y Michel Carré)
- Une Loi somptuaire, (1878, libreto de Paul Dubourg)
- La Trouvaille, (1879, libreto de Mme Rocheblanc)
- Une nuit de Cléopâtre, ópera en 3 actos (1885, libreto de Barbier, basado en un cuento de Théophile Gautier)
- 3 recueils de mélodies: Chants bretons, Chants du soir y Chants d'autrefois[3]